# Polydesmus capensis
Polydesmus capensis är en mångfotingart som beskrevs av Brandt 1841. Polydesmus capensis ingår i släktet Polydesmus och familjen plattdubbelfotingar. Inga underarter finns listade i Catalogue of Life.